# Freia (Schiff, 1936)
Die Freia war eine 1936 in Dienst gestellte Fähre der Danske Statsbaner, für die sie fast 40 Jahre lang im Einsatz stand. Das 1975 nach Italien verkaufte Schiff hatte eine aktive Dienstzeit von 72 Jahren und wurde 2012 in der Türkei abgewrackt.

## Geschichte
Die Freia wurde am 12. September 1935 in der Aalborg Værft in Aalborg bestellt und am 28. November desselben Jahres unter der Baunummer 237 auf Kiel gelegt. Der Stapellauf fand am 11. Juni 1936 statt. Einen Tag nach seiner Ablieferung nahm das Schiff den Fährdienst zwischen Nyborg und Korsør auf.
Im Februar 1940 war die Freia für wenige Tage auf der Strecke zwischen Korsør und Aarhus im Einsatz, ehe sie wieder ihren ursprünglichen Dienst versah. Im Oktober wurde das Schiff von der deutschen Kriegsmarine beschlagnahmt. Nach Kriegsende kehrte es im September 1945 in den Dienst der Danske Statsbaner zurück.
Nachdem sie ab 1957 auf verschiedenen Strecken zum Einsatz gekommen war, wurde die Freia am 1. Oktober 1975 nach 39 Jahren im Dienst der Danske Statsbaner ausgemustert und in Kalundborg aufgelegt.

### Freia IV/Ischia Express
Bereits einen Monat später fand sich mit der Traghetti Pozzuoli S.r.l mit Sitz in Neapel ein neuer Eigner für das Schiff, das nun den Namen Freia IV erhielt. Nach Umbauarbeiten, die das Aussehen des Schiffes radikal veränderten, nahm es 1976 den Dienst von Neapel nach Procida auf.
1977 wurde die Freia IV in Ischia Express umbenannt und auf die Strecke von Pozzuoli nach Ischia verlegt, wo sie die nächsten 31 Jahre im Einsatz blieb.
Am 23. November 2005 sank das Schiff im Hafen von Neapel. Am Folgetag wurde das mittlerweile 69 Jahre alte Schiff geborgen und nach Umbauarbeiten wieder in Dienst gestellt. Im Juni 2008 beendete die Ischia Express ihre aktive Dienstzeit nach 72 Jahren.

### Casino Royale
Nach seiner Dienstzeit als Fähre wurde das Schiff unter dem Namen Casino Royale nach Montenegro verkauft und dort die folgenden vier Jahre als schwimmendes Casino genutzt. Am 16. Mai 2012 traf die 76 Jahre alte Casino Royale zum Abbruch im türkischen Aliağa ein.